# Scybalista ochrofusalis
Scybalista ochrofusalis là một loài bướm đêm trong họ Crambidae.